# Anderida
Anderida — надвеликий газовий танкер (VLGC, very large gas carrier), споруджений у 2017 році на замовлення компанії DryShips. Став першим у серії з чотирьох суден.
У середині 2010-х років зростання пропозиції зріджених вуглеводневих газів внаслідок «сланцевої революції» в США збіглося зі стрімким збільшенням попиту з боку Китаю та Індії. Зокрема, остання станом на 2017 рік обійшла за обсягами імпорту зрідженого нафтового газу (пропан-бутанова фракція) Японію та невдовзі може випередити Китай. Як наслідок, різні судновласники замовили спорудження численних надвеликих газових танкерів — найбільших серед суден, призначених для транспортування саме ЗНГ (танкери для зрідженого природного газу мають свою власну класифікацію).
Однією з таких компаній стала грецька DryShips, для якої збудували чотири газовози на південнокорейській верфі Hyundai Samho Heavy в Samho-eup (повіт Йонам провінції Південна Чола на південному заході країни). Закладка першого з них відбулась у грудні 2015-го, а передача судновласнику припала на червень 2017-го.
Вартість спорудження судна з ємністю вантажних танків 78 700 м3 склала 77 млн доларів США. Воно здатне перевозити вантаж при температурі до -50 градусів Цельсія, чого достатньо для зрідження пропілену (−48 градусів), не кажучи вже про пропан (-42 градуси) та бутан (−1 градус).

## Інші судна серії
Слідом за Anderida грецький судновласник отримав однотипні надвеликі газові танкери:
– Aisling (2017);
– Mont Fort (2017);
– Mont Gele (2018).